# 腾讯音乐娱乐集团
腾讯音乐娱乐集团（英語：Tencent Music Entertainment Group，NASDAQ：TME、港交所：1698），简称腾讯音乐、TME，是中国互联网公司腾讯旗下的在线音乐娱乐业务平台，2016年7月由中国音乐集团与腾讯旗下数字音乐业务合并而成。全球流媒体音乐服务平台Spotify以及唱片公司华纳音乐、索尼音乐均为集团股东之一。

## 历史
2016年7月，拥有酷狗音乐、酷我音乐的中国音乐集团（原海洋音乐集团）宣布与腾讯集团旗下数字音乐业务进行合并，合并后QQ音乐、酷狗音乐、酷我音乐等产品和品牌将继续保持独立发展。2017年，中国音乐集团正式更名为腾讯音乐娱乐集团。截至2018年第二季度，腾讯音乐娱乐集团各平台曲库超过2000万首歌曲，月活跃用户数超过8亿，用户平均每日使用时长超过70分钟。
2018年12月，腾讯音乐娱乐集团在纽交所挂牌上市，股票代码为“TME”，拟募集资金10.66亿美元至12.3亿美元。
2019年，腾讯音乐與廣州K11合作，举办“Jazz Like That”爵士音乐节。
2020年3月25日，腾讯音乐娱乐集团与Being达成战略合作，QQ音乐、酷狗音乐、酷我音乐三大音乐平台开始全面拥有日本Being公司首次对中国开放的正版音源。
2021年4月23日腾讯音乐娱乐集团旗下的酷我畅听和懶人听书，合并升级成全新品牌——懒人畅听。
2021年7月24日，国家市场监督管理总局发布消息称，2021年1月，市场监管总局根据举报，对腾讯2016年7月收购中国音乐集团股权涉嫌违法实施经营者集中行为立案调查。根据《中华人民共和国反垄断法》第48条、《经营者集中审查暂行规定》第57条规定，市场监管总局责令腾讯及关联公司采取30日内解除独家音乐版权、停止高额预付金等版权费用支付方式、无正当理由不得要求上游版权方给予其优于竞争对手的条件等恢复市场竞争状态的措施。该处罚结果意味着其他音乐平台（如网易云音乐）可获得此前仅由腾讯音乐独家持有的部分版权。
2025年6月10日，腾讯音乐娱乐集团公告称将以12.6亿美元全资收购喜马拉雅。

## 产品及服务
- QQ音乐：在线音乐服务平台。
- 酷狗音乐：在线音乐服务平台。
- 酷我音乐：在线音乐服务平台。
- 全民K歌：在线K歌社区。
- 爱听卓乐：音乐整合服务平台，为各种智能设备和汽车制造商提供内置音乐播放器功能。
- 懒人畅听：有声阅读平台，由酷我畅听和懒人听书合并而成。
- 腾讯音乐榜：腾讯音乐娱乐集团对几大音乐平台及全国市级以上电台数据采集而整合出来的一份歌曲榜单服务。

## 旗下公司/藝人
- NexT1DE（創造營亞洲第二季出道男子組合）
- 海葵音乐集团（Hikoon Music Group）：由腾讯音乐娱乐集团控股的原创音乐服务公司，签约艺人包括胡66、王靖雯、大籽等中国内地众多新生代网络歌手。
- 阔景音乐集团（Grand Vista Music Group）：由腾讯音乐娱乐集团控股的音乐制作公司，旗下厂牌有潮石音乐、启韵传媒、致力音乐、重低音文化、万象星云、音你而来、昌禾文化、海豚音乐、娱咖文化等，签约艺人包括薛之谦、张靓颖、潘玮柏、吴克群、阿兰·达瓦卓玛、海来阿木等[11]。
- 乐腾演艺：以线上线下Live演出为核心的泛娛樂文化發展公司，旗下签约艺人朱主爱、农夫。
- 黑籁音乐：一个全方位的音乐娱乐厂牌，横跨艺人商务经纪、A&R、企划、营销、数位、专案等分野，聚焦在每个独特且不可取代的好声音，巩固海内外音乐产出能力，为旗下歌手量身打造完整作品，以内容作为中心点，逐步扩张影响板块。旗下签约艺人李佳薇、张栋梁、秦路鹿、窦佳嫄、阿沁